# Олтре Брента (Падова)
Олтре Брента је насеље у Италији у округу Падова, региону Венето. 
Према процени из 2011. у насељу је живело 1680 становника. Насеље се налази на надморској висини од 6 м.